# The Rainmaker

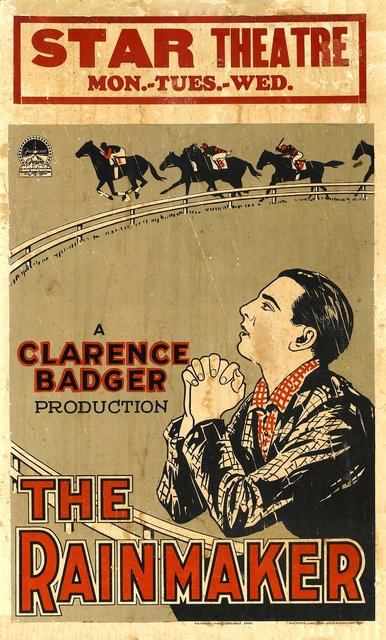
Affiche du film.

The Rainmaker est un film américain réalisé par Clarence G. Badger et sorti en 1926.

## Synopsis
Un homme a le pouvoir de contrôler la météo sur un champ de courses.

## Fiche technique
- Réalisation : Clarence G. Badger

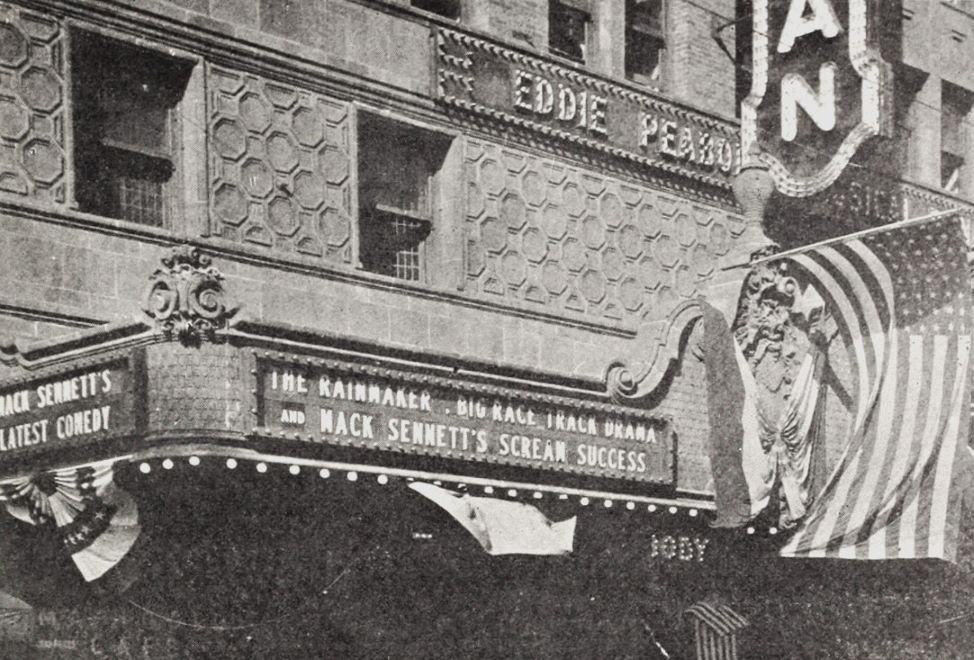
Le film au Metropolitan Theatre de Los Angeles lors de sa sortie.

- Scénario : 	Gerald Beaumont, Louis D. Lighton, Hope Loring
- Producteurs : Jesse L. Lasky, Adolph Zukor
- Photographie : H. Kinley Martin
- Genre : Mélodrame[2]
- Production : Famous Players-Lasky Corporation
- Distributeur : Paramount Pictures
- Durée : 50 minutes (7 bobines)[3]
- Date de sortie :
  - États-Unis : 10 mai 1926

## Distribution
- William Collier Jr. : Bobby Robertson
- Georgia Hale : Nell Wendell
- Ernest Torrence : Mike
- Brandon Hurst : Doyle
- Joseph J. Dowling : père Murphy
- Tom Wilson : Chocolate
- Martha Mattox : l'infirmière
- Charles K. French : le médecin à l'hôpital
- Jack Richardson : médecin
- Melbourne MacDowell : Bennson